# ターミネーターシリーズ
『ターミネーター』（Terminator）シリーズはジェームズ・キャメロンが手がけた『ターミネーター』を第1作とするアメリカのメディア・フランチャイズである。
これまでに映画作品6作、ドラマ作品2シーズンなどが作られている。また、多くの作品で主演を務めたアーノルド・シュワルツェネッガーにとっての代表作であり、自身の主演作でシリーズ化し、なおかつ自身がその中の複数作に主演した唯一のシリーズである。

## 作品一覧

### 映画作品
| 作品名                                                | 公開日                       | 監督                   | 脚本                                                                          | 製作総指揮                                                                                   | 製作会社                                                                 | 配給会社                                        |
| ----------------------------------------------------- | ---------------------------- | ---------------------- | ----------------------------------------------------------------------------- | -------------------------------------------------------------------------------------------- | ------------------------------------------------------------------------ | ----------------------------------------------- |
| ターミネーター The Terminator                         | 1984年10月26日 1985年5月25日 | ジェームズ・キャメロン | ジェームズ・キャメロン ゲイル・アン・ハード                                   | ジョン・デイリー デレク・ギブソン                                                            | ヘムデール                                                               | オライオン・ピクチャーズ ワーナー・ブラザース   |
| ターミネーター2 Terminator 2: Judgment Day            | 1991年7月3日 1991年8月24日   | ジェームズ・キャメロン | ジェームズ・キャメロン ウィリアム・ウィッシャー                               | ゲイル・アン・ハード                                                                         | カロルコ・ピクチャーズ                                                   | トライスター ピクチャーズ 東宝東和              |
| ターミネーター3 Terminator 3: Rise of the Machines    | 2003年7月2日 2003年7月12日   | ジョナサン・モストウ   | ジョン・ブランカート マイケル・フェリス                                       | モリッツ・ボーマン ガイ・イースト ナイジェル・シンクレア ゲイル・アン・ハード                | C2ピクチャーズ                                                           | ワーナー・ブラザース 東宝東和                   |
| ターミネーター4 Terminator Salvation                  | 2009年5月21日 2009年6月13日  | マックG                | ジョン・D・ブランケート マイケル・フェリス デヴィッド・キャンベル・ウィルソン | アンドリュー・G・ヴァイナ                                                                    | ハルシオン・ホールディング・グループ                                     | ワーナー・ブラザース コロンビア ピクチャーズ    |
| ターミネーター:新起動/ジェニシス Terminator Genisys   | 2015年7月1日 2015年7月10日   | アラン・テイラー       | レータ・カログリディス パトリック・ルシエ                                     | ビル・カラッロ レータ・カログリディス パトリック・ルシエ ミーガン・エリソン ロバート・コート | パラマウント・ピクチャーズ スカイダンス・プロダクションズ                | パラマウント・ピクチャーズ                      |
| ターミネーター:ニュー・フェイト Terminator: Dark Fate | 2019年11月1日 2019年11月8日  | ティム・ミラー         | デヴィッド・S・ゴイヤー ビリー・レイ ジャスティン・ローズ                     | ジェームズ・キャメロン                                                                       | パラマウント・ピクチャーズ 20世紀フォックス スカイダンス・プロダクション | パラマウント・ピクチャーズ ウォルト・ディズニー |

### テレビ作品
- ターミネーター:サラ・コナー クロニクルズ（原題: Terminator: The Sarah Connor Chronicles）

### 映像作品
- ターミネーター4:マシニマ（原題: Terminator Salvation The Machinima Series）

### 漫画作品
- エイリアンVSプレデターVSターミネーター
- スーパーマンVSターミネーター
- ターミネーター Hunters and Killiers
- ロボコップVSターミネーター

### アトラクション
- ターミネーター2:3-D（原題: T2 3-D: Battle Across Time）

### ゲーム一覧
- ターミネーター（DOS、NES、SNES、SMS、メガドライブ、ゲームギア、メガCD）
- ターミネーター2・ジ・アーケード
- ターミネーター2・チェス・ウォーズ（DOS）
- ターミネーター 2029（DOS）
- ロボコップVSターミネーター（SMS、メガドライブ、ゲームギア、SNES）
- ターミネーター ランペイジ（DOS）
- ターミネーター フューチャー・ショック（DOS）
- ターミネーター SkyNET（DOS）
- ターミネーター ダウン・オブ・フェイト（PS2、Xbox）
- ターミネーター3 ライズ オブ マシーン（PS2、Xbox）
- ターミネーター3 ザ・レデンプション（PS2、Xbox、GC）
- ターミネーター3 ウォー・オブ・ザ・マシーン（Windows）
- ターミネーター4（PS3、Xbox 360、Windows）
- ターミネーター レジスタンス（PS4、Xbox One、Windows）

### アニメ作品
- ターミネーター 0（Netflix、2024年8月29日配信開始）[1]
  - シリーズ初のアニメ作品。2020年2月27日にNetflixとスカイダンス・プロダクションによって制作が発表された。製作総指揮・脚本はマットソン・トムリン（英語版）、監督は工藤昌史、アニメーション制作はプロダクションI.Gがそれぞれ担当する[2]。

## キャスト・スタッフ

### キャスト
- （若）：フラッシュバックシーンで同キャラクターの子供時代を演じた俳優。
- （声）：声の出演。
- 斜体：カメオ出演。

| キャラクター                            | 映画                             | 映画                             | 映画                             | 映画                                                       | 映画                              | 映画                                              | テレビシリーズ                                            |
| キャラクター                            | ターミネーター （1984）          | ターミネーター2 （1991）         | ターミネーター3 （2003）         | ターミネーター4 （2009）                                   | 新起動/ジェニシス（2015）         | ニュー・フェイト（2019）                          | サラ・コナー クロニクルズ （2008 - 2009）                 |
| --------------------------------------- | -------------------------------- | -------------------------------- | -------------------------------- | ---------------------------------------------------------- | --------------------------------- | ------------------------------------------------- | --------------------------------------------------------- |
| T-800                                   | アーノルド・シュワルツェネッガー | アーノルド・シュワルツェネッガー |                                  | ローランド・キッキンガー アーノルド・シュワルツェネッガーb | アーノルド・シュワルツェネッガーd | アーノルド・シュワルツェネッガー ブレット・アザー |                                                           |
| T-850                                   |                                  |                                  | アーノルド・シュワルツェネッガー |                                                            |                                   |                                                   |                                                           |
| ジョン・コナー                          |                                  | エドワード・ファーロング         | ニック・スタール                 | クリスチャン・ベール                                       | ジェイソン・クラーク              | エドワード・ファーロング ジュード・コリー         | トーマス・デッカー ジョン・デヴィート（若）               |
| サラ・コナー                            | リンダ・ハミルトン               | リンダ・ハミルトン               |                                  | リンダ・ハミルトンa                                        | エミリア・クラーク                | リンダ・ハミルトン                                | レナ・ヘディ                                              |
| カイル・リース                          | マイケル・ビーンc                | マイケル・ビーンc                |                                  | アントン・イェルチン                                       | ジェイ・コートニー                |                                                   | ジョナサン・ジャクソン スカイラー・ジソンド（若）         |
| ケイト・ブリュースター (ケイト・コナー) |                                  |                                  | クレア・デインズ                 | ブライス・ダラス・ハワード                                 |                                   |                                                   |                                                           |
| グレース                                |                                  |                                  |                                  |                                                            |                                   | マッケンジー・デイヴィス ステファニー・ギル（若） |                                                           |
| ダニー・ラモス                          |                                  |                                  |                                  |                                                            |                                   | ナタリア・レイエス                                |                                                           |
| ディエゴ・ラモス                        |                                  |                                  |                                  |                                                            |                                   | ディエゴ・ボネータ                                |                                                           |
| デレク・リース                          |                                  |                                  |                                  |                                                            |                                   |                                                   | ブライアン・オースティン・グリーン ライアン・ケリー（若） |
| T-888                                   |                                  |                                  |                                  |                                                            |                                   |                                                   | オーウェン・イオマン ギャレット・ディラハント             |
| T-1000                                  |                                  | ロバート・パトリック             |                                  |                                                            | イ・ビョンホン                    |                                                   |                                                           |
| T-1001                                  |                                  |                                  |                                  |                                                            |                                   |                                                   | シャーリー・マンソン                                      |
| T-3000                                  |                                  |                                  |                                  |                                                            | ジェイソン・クラーク              |                                                   |                                                           |
| T-X                                     |                                  |                                  | クリスタナ・ローケン             |                                                            |                                   |                                                   |                                                           |
| T-RIP （マーカス・ライト）              |                                  |                                  |                                  | サム・ワーシントン                                         |                                   |                                                   |                                                           |
| Rev-9                                   |                                  |                                  |                                  |                                                            |                                   | ガブリエル・ルナ                                  |                                                           |
| TOK715 （キャメロン・フィリップス）     |                                  |                                  |                                  |                                                            |                                   |                                                   | サマー・グロー                                            |
| ピーター・シルバーマン                  | アール・ボーエン                 | アール・ボーエン                 | アール・ボーエン                 |                                                            |                                   |                                                   | ブルース・デイヴィソン                                    |
| マイルズ・ダイソン                      |                                  | ジョー・モートン                 |                                  |                                                            | コートニー・B・ヴァンス           |                                                   | フィル・モリス                                            |
| ダニー・ダイソン                        |                                  |                                  |                                  |                                                            | ダイオ・オケニイ                  |                                                   | ショーン・プリンス                                        |

- ^a 声のみの出演。クレジットなし。
- ^b デジタル処理された1984年のシュワルツェネッガーの顔がCGI合成されている[3]。
- ^c 『2』のビーンのカメオ出演シーンは劇場公開時にはカットされ[4]、特別編で追加された。
- ^d 本作には青年姿のT-800を中年姿のT-800が迎え撃つシーンが存在するが、これは『4』に登場したT-800の試作品と同じく、若い頃のシュワルツェネッガーに似たボディビルダーの身体に当時のシュワルツェネッガーの顔をデジタル合成したもの[5]。

### スタッフ
| 作品名                           | 監督                   | 脚本 | 製作 | 製作総指揮                                                                                   |
| -------------------------------- | ---------------------- | --- | --- | -------------------------------------------------------------------------------------------- |
| ターミネーター                   | ジェームズ・キャメロン | ジェームズ・キャメロン ゲイル・アン・ハード                                                                    | ゲイル・アン・ハード                                                                                     | ジョン・デイリー デレク・ギブソン                                                            |
| ターミネーター2                  | ジェームズ・キャメロン | ジェームズ・キャメロン ウィリアム・ウィッシャー                                                                | ジェームズ・キャメロン                                                                                   | ゲイル・アン・ハード マリオ・カサール                                                        |
| ターミネーター3                  | ジョナサン・モストウ   | 原案 ジョン・ブランカート マイケル・フェリス テディ・サラフィアン 脚本 ジョン・ブランカート マイケル・フェリス | マリオ・カサール アンドリュー・G・ヴァイナ コリン・ウィルソン ハル・リーバーマン ジョエル・B・マイケルズ | モリッツ・ボーマン ガイ・イースト ナイジェル・シンクレア ゲイル・アン・ハード                |
| ターミネーター4                  | マックG                | ジョン・D・ブランケート マイケル・フェリス                                                                     | デレク・アンダーソン ヴィクター・キュビチェク ジェフリー・シルヴァー モリッツ・ボーマン                  | アンドリュー・G・ヴァイナ                                                                    |
| ターミネーター:新起動/ジェニシス | アラン・テイラー       | レータ・カログリディス パトリック・ルシエ                                                                      | デヴィッド・エリソン デイナ・ゴールドバーグ                                                              | ビル・カラッロ レータ・カログリディス パトリック・ルシエ ミーガン・エリソン ロバート・コート |
| ターミネーター:ニュー・フェイト  | ティム・ミラー         | デヴィッド・S・ゴイヤー ジャスティン・ローズ ビリー・レイ                                                      | ジェームズ・キャメロン デヴィッド・エリソン                                                              | ジェームズ・キャメロン                                                                       |

## 各作品の関係
歴史改変を含む作品であるため、作品ごとに未来の出来事（「審判の日」など）の日付が変わっていることがある。
『ターミネーター』『ターミネーター2』
監督を含めてほぼ同じスタッフで製作されたこともあり、相互に設定の矛盾などはなく、キャストもほぼ共通している。
『ターミネーター3』
前作から12年経過しての製作やキャストの薬物問題などもあり、多くのキャストが変更されている。『2』で歴史が改変されたため、「審判の日」の日付が変わっている。また、ジョンの妻であるケイトが新たに登場する。
『ターミネーター4』
前作からさらに監督やキャストが変わっているが、「審判の日」の年代やジョンの妻などの設定は、『3』のものを継承している。
『ターミネーター:新起動/ジェニシス』
シリーズのリブートであり、『1』のストーリーをもとに『2』の設定を足した内容となっている。
『ターミネーターサラ・コナー クロニクルズ』
キャストがすべて変更されているが、設定は『2』のものを継承している。『1』から『4』までの各世界とはさらに異なるパラレルワールドに当たるため、相違点がいくつか存在する。また、サラの死因や未来におけるジョンの立場、キャメロンの存在なども異なる。作中では、少なくとも3つの異なる未来が存在している。
『ターミネーター:ニュー・フェイト』
『2』の直接の続編であり、『3』から『サラ・コナー クロニクルズ』までの各世界とはさらに異なるパラレルワールドに当たる。

## 年表と歴史改変
| 西暦   | 元の歴史                      | 改変1 『T1』                                       | 改変2 『T2』 | 改変3 『T3』 | 備考     |
| ------ | ----------------------------- | -------------------------------------------------- | --- | --- | -------- |
| 1984年 | サラが妊娠する。              | カイルとT-800が来る。 サラが妊娠する。             | カイルとT-800が来る。 サラが妊娠する。 | カイルとT-800が来る。 サラが妊娠する。 | [ 注 2 ] |
| 1994年 |                               | ジョンがケイトと会う。                             | ジョンがケイトと会う。 T-800とT-1000が来る。サイバーダイン社のデータの多くを処分する。 | ジョンがケイトと会う。 T-800とT-1000が来る。サイバーダイン社のデータの多くを処分する。 | [ 注 3 ] |
| 1997年 |                               | 8月4日、スカイネット法案議決。 8月29日、審判の日。 | 審判の日が回避される。 | サラ・コナー白血病で死亡、メキシコで火葬、灰は友人たちが海に撒いた。 | [ 注 4 ] |
| 1999年 | 審判の日。                    |                                                    | | |          |
| 2004年 |                               |                                                    | ジョンがケイトと再会する。 審判の日。ケイトの父が軍防衛システムにスカイネットを起動する、午後6時18分核ミサイルが発射。 全世界が壊滅状態になる。                                                                                      | ジョンがケイトと再会する。 T-850とT-Xが来る。 審判の日。ケイトの父が軍防衛システムにスカイネットを起動する、午後6時18分核ミサイルが発射。 T-Xがケイトの父を含めたジョンの副官数名を抹殺。 全世界が壊滅状態になる。 |          |
| 2029年 | T-800とカイルが過去へ向かう。 | T-800とT-1000が過去へ向かう。                      | | |          |
| 2032年 |                               |                                                    | T-850が7月4日ジョンの暗殺に成功。捕獲後プログラム改変されたT-850と、ジョンと22人の協力者を狙うT-Xが過去へ向かう。T-850を過去に送ったのは副司令官のケイト・コナー。ジョンが亡くなる以前にケイトはジョンとの子供を出産または妊娠する。 | |          |

## 用語集

### 舞台
サンフランシスコ（San Francisco）<T4、ジェニシス>
ロサンゼルスに並ぶ、カリフォルニアの大都市。「審判の日」以降の2018年時点ではスカイネットの拠点となっている。
ロサンゼルス（Los Angeles）<T1、T2、T3、T4、ジェニシス>
本シリーズ全体を通しての主要舞台となる、カリフォルニア有数の大都市。「審判の日」以前は多くの人々が住んでいたが、「審判の日」以降の2018年時点では居住者がほぼいない廃墟と化し、2029年に至っては人類抵抗軍と機械軍の戦場となっている。

### 兵器・技術
サイバネティック生命体（Cybernetic Organism）
ターミネーターの異称。ターミネーターはロボット兵器であって生命体ではないが、T-RIPやT-800といった潜入型ターミネーターは人間と同様の生きた細胞を部品に用いていることから、生命体と定義付けされている。
サイボーグ（Cyborg）
サイバネティック生命体と同じく、ターミネーターを指す異称。サイボーグは本来、義肢や人工心臓といった形で肉体を機械化した人間を指すが、本シリーズでは機械であるターミネーターを指す。『T4』に登場したマーカス・ライトや『ターミネーター:新起動/ジェニシス』に登場したT-3000や『ターミネーター:ニュー・フェイト』に登場した強化人間は、本来の意味でのサイボーグに近い。
ターミネーター（Terminator）<T1、T2、T3、T4>
機械軍を構成するロボット兵器。ルーツは「審判の日」以前にサイバーダイン社が、『T3』ではサイバー・リサーチ・システムズ（CRS）が開発したロボット兵器であるが、「審判の日」以降はスカイネットが生産だけでなく、新機種の開発さえも行う。なお、ターミネーターは大きく分けて以下の3つに分類される。
戦車型ターミネーター<T3、T4>
時系列上、最初に開発されたターミネーター。該当機種はT-1とT-100。実戦レベルで使える2足歩行システムが未完成の段階で開発されたため、その名の通り戦車と同じくキャタピラーで走行する。また、固定式の武装として両腕がそのままガトリング砲となっており、後に開発された人型や潜入型が遠距離攻撃手段として銃器を装備する必要があるのに比べて常時火力を有しているのが強みである。ただし、2足歩行が可能な機種とは当然ながら機動性の面で大きく劣っており、近距離での格闘戦に持ち込まれてしまっては話にもならない。そのため、スカイネットは技術の発展に従って戦車型には見切りを付け、人型や潜入型の開発にシフトしてゆく。
人型ターミネーター<T4>
スカイネットが戦車型に次いで開発したターミネーター。該当機種はT-70、T-500、T-600、T-700、T-900。人間と同様の金属骨格によって構成され、人間と同じ2本の腕と2本の足を有し、人間のように物体を所持することや地面を歩くことが可能であり、これによって戦車型には無い汎用性と機動性を獲得した。また、全体的に人間と同様の形状をしている結果、T-600やT-700は人間への擬態も可能となったが、T-600の場合は皮膚がゴム製で、機体サイズも人間に擬態するには不自然なまでに大型といった数々の問題も抱えており、後の潜入型とは比べるまでもない。とはいえ、総合的な戦闘能力では戦車型を上回っており、機械軍の戦力強化の一助となった。
潜入型ターミネーター<T1、T2、T3、T4、TSCC>
スカイネットが人型で培った技術や、最初の試作機であるT-RIPを経て開発したターミネーター。該当機種は先述の試作機であるT-RIPと、T-800にT-850とT-888。さらにT-1000やT-1001にTOK715。それまでの人型ターミネーターは汎用性を有しながらも人間への擬態は不可能だったが、本型は金属骨格の表面を人間と同じ生体細胞で覆って外見を人間と同一にすることにより、擬態が可能。また、技術の発達によって金属骨格の強度や耐久性を向上させつつ、小型化することによってサイズ的にも本物の人間と同レベルにした結果、もはや見た目だけで人間と見分けることは不可能となった。また、常温多結晶合金（液体金属）の開発に成功したことで生み出されたT-1000やT-1001に至っては、自分の体格とほぼ同じサイズならばどんな人間にも変身することが可能となり、潜入型の開発目的である人間社会への潜入や諜報、暗殺や破壊工作を行ううえで極めて有利となった。
この他、偵察型のエアロスタットや人間捕獲型のハーヴェスター、そして対ターミネーター型のT-Xなど、特定の作戦行動に特化したターミネーターが多数存在する。

### 組織
機械軍（Machines）<T1、T2、T3、T4、TSCC、ジェニシス>
機械軍の関連施設は、生け捕りにした人間の収容所（ただし砲台やレーザー柵が配置された、警戒厳重な軍事基地も同然である）の他、ターミネーターの生産ラインを備えた工場や新兵器を生み出す拠点である研究開発施設といったもので、2029年時点に至ってはスカイネットに不利な方向に傾いた歴史の流れに干渉して修正する、最終兵器であるタイムマシンを備えた施設（『ジェニシス』では一見するとロサンゼルスの収容所だが、地下にタイムマシンが隠されているという形で登場）まで有している。
人類抵抗軍（Human Resistance）<T1、T2、T3、T4、TSCC、ジェニシス>
「審判の日」以降の世界において、スカイネット率いる機械軍と戦っている人類の抵抗軍。略称は単に抵抗軍（作品やメディアによってはレジスタンスとも表記）。2029年時点での指導者はジョン・コナーで、彼の指揮下にある抵抗軍の将兵たちはフェイズド・プラズマライフルやテクニカルなどを駆使して戦っており、カイル・リースの語ったところによれば、2029年にはすでに抵抗軍の一部（詳細は後述）がスカイネットの防衛ラインを突破し、その勝利は目前と見られていた。
『T4』の舞台となる2018時点では、抵抗軍は「審判の日」を生き延びた各国正規軍の残存部隊と、民間の有志の混成軍となっており、武器や装備はおろか服装さえもバラバラであるが、全員が所属部隊や階級に関係なく左腕に抵抗軍の一員である証として赤い布を巻いている。フェイズド・プラズマライフルではなくHK416などの実弾系統の武器が主力であり、劇中では潜水艦などの海上戦力やUH-1やA-10などの航空戦力も保有している。
『ジェニシス』に登場する抵抗軍はジョンが率いている事自体は変わらないが、2029年の時点では多数のヘリコプターからなる航空部隊を有し、機械軍から鹵獲したと思しき輸送車両も有している。また、カイルがリプログラムド・ターミネーターの簡易版とでも言うべき、ケーブルでつながったリモコンでT-800を操作する場面がある。
コロラド部隊（Colorado unit）<ジェニシス>
人類抵抗軍に属する、コロラド方面の部隊。スカイネットへの中枢への攻撃作戦という大役を任せられており、中枢の破壊に成功する。その影響で、同時刻にロサンゼルスでジョンやカイルと交戦中であったターミネーターやハンターキラーがすべて機能を停止して動きを止めた。

## 評価

### 興行成績
| 映画            | 公開日         | 興行収入     | 興行収入     | 興行収入     | 順位     | 順位     | 製作費       | 出典   |
| 映画            | 公開日         | 北米         | 北米以外     | 世界         | 北米歴代 | 世界歴代 | 製作費       | 出典   |
| --------------- | -------------- | ------------ | ------------ | ------------ | -------- | -------- | ------------ | ------ |
| ターミネーター  | 1984年10月26日 | $38,371,200  | $40,000,000  | $78,371,200  | #1,459   | 不明     | $6,500,000   | [ 6 ]  |
| ターミネーター2 | 1991年7月3日   | $205,881,154 | $312,106,698 | $520,881,154 | #92      | #64      | $102,000,000 | [ 7 ]  |
| ターミネーター3 | 2003年7月2日   | $150,371,112 | $283,000,000 | $433,371,112 | #184     | #100     | $170,000,000 | [ 8 ]  |
| ターミネーター4 | 2009年5月21日  | $125,322,469 | $246,030,532 | $371,353,001 | #281     | #136     | $200,000,000 | [ 9 ]  |
| ターミネーターG | 2015年7月1日   | $89,760,956  | $350,842,581 | $440,603,537 | #771     | #224     | $155,000,000 | [ 10 ] |
| ターミネーターD | 2019年11月8日  | $62,253,077  | $198,866,215 | $261,119,292 | 不明     | 不明     | $185,000,000 | [ 11 ] |

なお、世界興行収入の合計は$2,105,699,269である。

### 批評
| 映画            | Rotten Tomatoes    | Rotten Tomatoes   | Metacritic      | Yahoo! Movies   |
| 映画            | Overall            | Cream of the Crop | Metacritic      | Yahoo! Movies   |
| --------------- | ------------------ | ----------------- | --------------- | --------------- |
| ターミネーター  | 100% (42 reviews)  | 100% (5 reviews)  | 84 (11 reviews) | A- (5 reviews)  |
| ターミネーター2 | 98% (42 reviews)   | 89% (9 reviews)   | 69 (17 reviews) | B+ (5 reviews)  |
| ターミネーター3 | 69% (207 reviews)  | 46% (36 reviews)  | 69 (41 reviews) | B- (15 reviews) |
| ターミネーター4 | 33% (251 reviews)  | 31% (33 reviews)  | 52 (35 reviews) | C+ (13 reviews) |
| ターミネーターG | 26％ (235 reviews) | 24% (38 reviews)  | 38 (41 reviews) | B+              |
| ターミネーターD | 70% (300 reviews)  | 82%               | 54 (51 reviews) | 不明            |
| 平均            | 66%                | 62%               | 61              | N/A             |

## シリーズの権利について
1984年に製作された『ターミネーター』の権利は、ヘムデール・フィルムとジェームズ・キャメロン監督が50%ずつ所有していたが、キャメロン監督は自身の分を当時プロデューサーであったゲイル・アン・ハードに1ドルで売却した。ハードは1985年にキャメロンの妻となるが、1989年に離婚した。
1990年にはカロルコ・ピクチャーズがヘムデールの権利を1000万ドルで購入し『ターミネーター2』が製作された。
1997年にカロルコは倒産、新しくC2ピクチャーズを立ち上げ、競売にかけられたカロルコの権利を800万ドル、ハードの権利を700万ドルで取得し『ターミネーター』シリーズの権利をすべて所有することとなった。2003年に『ターミネーター3』が公開された。
その後、2007年にハルシオン・ホールディング・グループのデレク・アンダーソンとビクター・クビチェクがシリーズの権利を2500万ドルで取得し『ターミネーター4』をプロデュースした。しかし興行成績が振るわず資金繰りに行き詰まり、2009年8月、ハルシオンは破産法の適用を申請した。
ハルシオンの破産によりシリーズの映画化権が競売に出され、アメリカのヘッジファンドのパシフィコア（パシフィコー）が2950万ドルで落札した。その後、権利はスカイダンス・メディアに移った。2015年には『ターミネーター:新起動/ジェニシス』が、2019年には『ターミネーター:ニュー・フェイト』が公開された。

## 続編
『ターミネーター4』の続編『ターミネーター5』については、2008年12月11日からドバイで開催されたドバイ国際映画祭でマックG監督本人より発表された。
当初は『ターミネーター4』の反応を見てから次作を検討する計画だったが、これまでに公開した映像への反響が高いことから、予定を前倒して5作目の準備を開始していた。しかし、『ターミネーター4』のアメリカでの興行収入と批評がふるわなかったため、製作会社から続編製作について正式な発表はなかった。2009年、『ターミネーター4』のプロデューサーであるデレク・アンダーソンとヴィクター・クビチェクらにより、「すでに『ターミネーター5』の制作に着手した」、「主人公ジョン・コナー役のクリスチャン・ベールとは、3作品への出演契約をすでに取りつけている」との情報が流れた。
マックG監督は「『ターミネーター2』でT-1000役を演じたロバート・パトリックを細胞複製を研究している科学者役で出演させる予定だ」と述べていた。
しかし、2009年8月、シリーズの権利を所有するハルシオン・ホールディング・グループが破産法の適用を申請して倒産し、『ターミネーター5』の計画はすべて白紙に戻った。
ハルシオンの破産により、「ターミネーター」シリーズの映画化権が競売に出され、米ヘッジファンドのパシフィコアが2,950万ドルで落札した。これにより、「ターミネーター5」制作にはパフィシコアへ高額な支払いが発生するようになった。
2011年4月、アーノルド・シュワルツェネッガーが加わる米国最大手のタレントエージェンシーCAA（クリエイティブ・アーティスト・エージェンシー）が『ターミネーター5』の映画化のプロモーションを各映画スタジオに対して行った。この時点では、CAAと契約しているジャスティン・リンが監督を務めることが含まれたパッケージ企画であることはアナウンスされていたが、脚本については決まっていなかった。
また、カリフォルニア州知事を退任したシュワルツェネッガーが俳優復帰を宣言し、『ターミネーター』シリーズへの復帰を希望しているため、『ターミネーター5』へ出演するという報道もされていた。当初は2012年撮影開始、2014年公開の予定であった。ところが、2011年9月、ジャスティン・リンが『ワイルド・スピード』シリーズ第6弾の製作を優先させるため、『ターミネーター5』のクラインクインが遅れることが発表された。続編を2部作として製作する計画で、この時点でも脚本家も決まっていなかった。『ターミネーター』に関連する権利のいくつかは、2019年にクリエイターであるジェームズ・キャメロン監督に戻ることになっているため、別の監督を起用して早急に製作に入る可能性があるとされていた。
2013年にシュワルツェネッガー本人が、2014年初頭に『ターミネーター5』がクランクインする予定であることを発表したが、実際には続編ではなくリブートであり、2015年に『ターミネーター:新起動/ジェニシス』として公開された。
『ターミネーター:新起動/ジェニシス』は当初三部作の予定であったが、アメリカ国内の批評と興行が振るわず、パラマウントが続編の製作を中止していた。しかし2017年にシュワルツェネッガーがインタビューで「パラマウント以外でやりたいスタジオはほかに15社もあり、『ターミネーター』シリーズが終わったということにはならない」「ほかのスタジオと交渉している段階」とコメントした。またジェームズ・キャメロンがシュワルツネッガーをT-800と人間の役で起用した『ターミネーター』新3部作を計画中であることをインタビューで明かした。
現在『ターミネーター:新起動/ジェニシス』のプロデューサーのデヴィッド・エリソンが権利を保持しており、2019年にキャメロン監督に権利が戻るため2人は新3部作を共同で手がける調整をしているという。ただし、キャメロン監督は『アバター』の続編4作品の撮影を控えているためターミネーター新3部作にはプロデューサーと脚本家として携わることになった。キャメロンが正式にターミネーターシリーズに携わるのは、1996年のユニバーサル・スタジオのアトラクション『ターミネーター2:3D』以来である。
デビッド・エリソンの製作スタジオとパラマウントが共同で映画製作にあたる契約を4年間延長したため、再びパラマウントが製作することになった。監督はティム・ミラーが務め2018年3月に撮影、2019年7月26日に公開予定。この作品にはリンダ・ハミルトンが再登場することになり、キャメロンは50代以上のアクションをこなす男優は多いがその年代のアクション女優がおらず、リンダにお手本になってほしいためと説明した。
またこの作品は『ターミネーター2』の続編になり、『ターミネーター3』以降のキャメロンが関わっていないシリーズ3作品は無視されて制作されるということをキャメロンが語った。ただし、『ターミネーター2』以降のシリーズ作品を無視しようと主張したのはキャメロンではなくティムであり、キャメロンは新作の方向性についてこれといった考えを持たずプロジェクトに参加し、シリーズを作り替え、21世紀に合った作品にしなくてはならないということを主張したと語っている。